# Ainsley Maitland-Niles
Ainsley Cory Maitland-Niles, född 29 augusti 1997 i Goodmayes, London, Storbritannien, är en engelsk fotbollsspelare. Han har representerat Englands ungdomslandslag från U17 upp till A-landslaget.

## Klubbkarriär
Maitland-Niles började spela för Arsenal redan som 6-åring  och har därefter fortsatt i klubbens akademilag. Säsongen 2013–2014 spelade han för Arsenals U 21-lag och i december 2014 debuterade han – då 17 år och 102 dagar gammal – i A-laget, i 3–0-segern mot Galatasaray i Uefa Champions League . Fyra dagar senare gjorde han debut i Premier League i en match mot Newcastle.
Säsongen 2015–2016 var Niles utlånad till Ipswich Town, som då spelade i den engelska andradivisionen League Championsship. Han spelade 30 matcher i ligan och FA-cupen, gjorde sina två första mål som senior, men avslutade säsongen med skador innan han återvände till moderklubben . 
Inför säsongen 2017–2018 satt han på bänken när Arsenal tog hem FA Community Shield, efter seger mot Chelsea med 4–1 efter straffar.
12 juni 2018 skrev han på ett nytt långtidskontrakt med Arsenal. Den 1 augusti 2020 startade Maitland-Niles mot Chelsea i FA-cupfinalen. Arsenal vann med 2–1, vilket var lagets 14:e FA-cuptitel.
Den 1 februari 2021 lånades Maitland-Niles ut till West Bromwich Albion på ett låneavtal över resten av säsongen 2020/2021. Den 8 januari 2022 lånades han ut till italienska Roma på ett låneavtal över resten av säsongen 2021/2022. Den 1 september 2022 lånades Maitland-Niles ut till Southampton på ett säsongslån.
Den 7 augusti 2023 skrev Maitland-Niles på ett 4-årskontrakt med franska Lyon, efter en fri övergång från Arsenal..

## Landslagskarriär
Maitland-Niles debuterade för Englands U17-landslag 2014, fortsatte i landslaget för U18 och var med när Englands U19-landslag tog sig till semifinal i U19-Europamästerskapet i fotboll 2016. År 2017 var han med i det engelska U 20-landslag som vann U20-världsmästerskapet i Sydkorea.